# Bœuf Gras
Pour les articles homonymes, voir Bœuf.

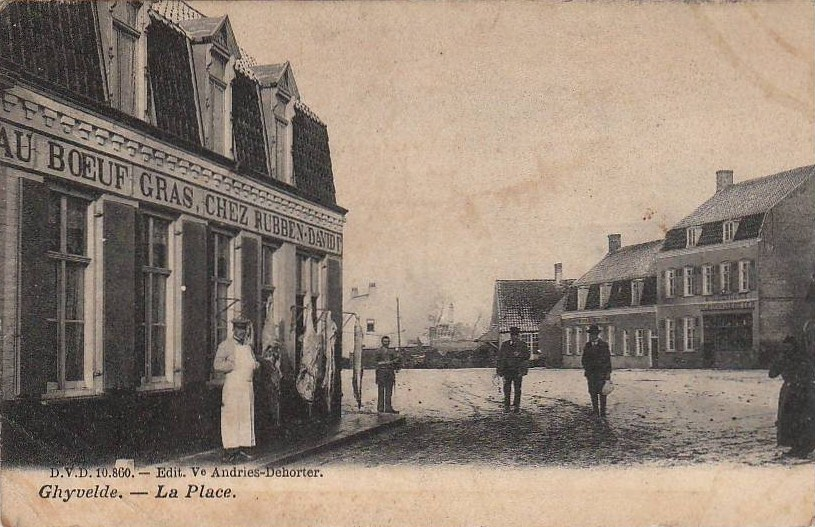
La Boucherie au Bœuf Gras à Ghyvelde.

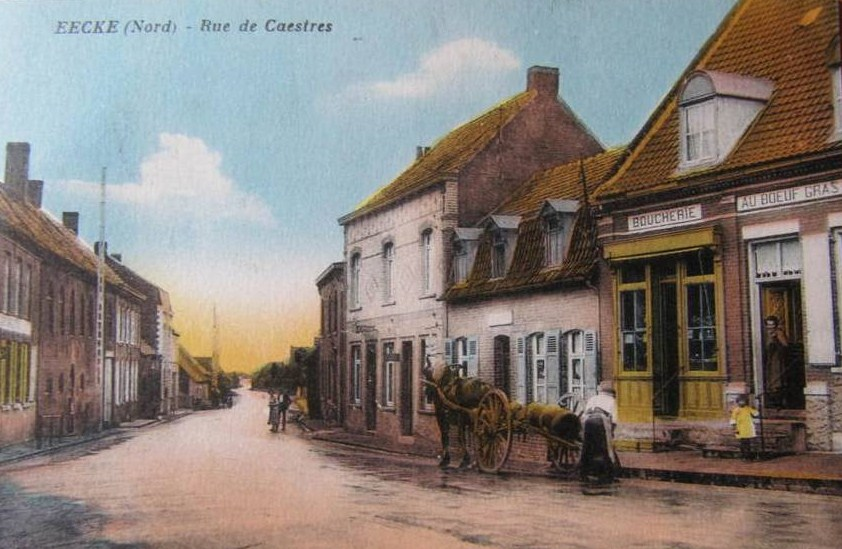
La Boucherie au Bœuf Gras à Eecke.

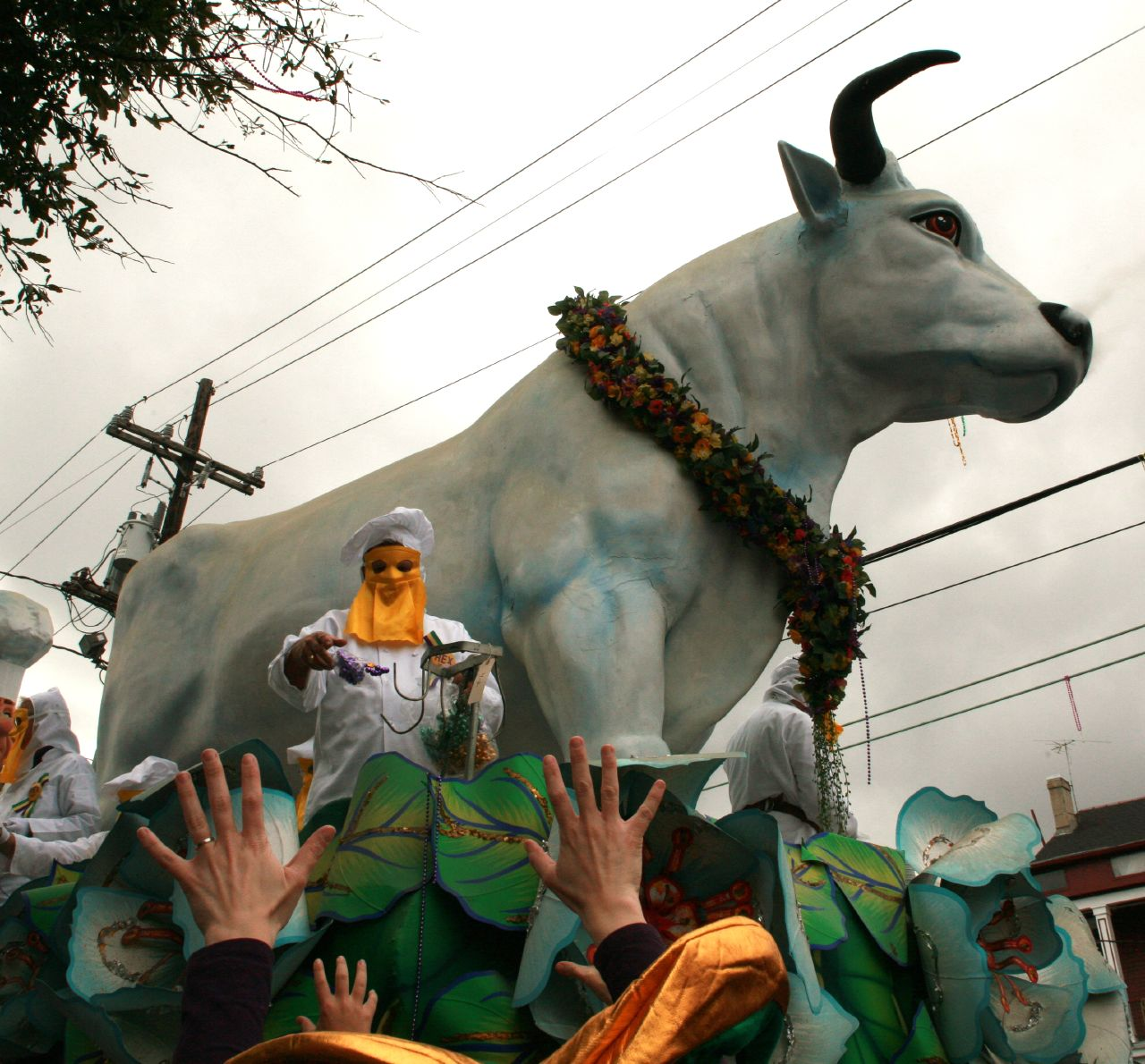
Le char du Bœuf Gras au Carnaval de La Nouvelle-Orléans.

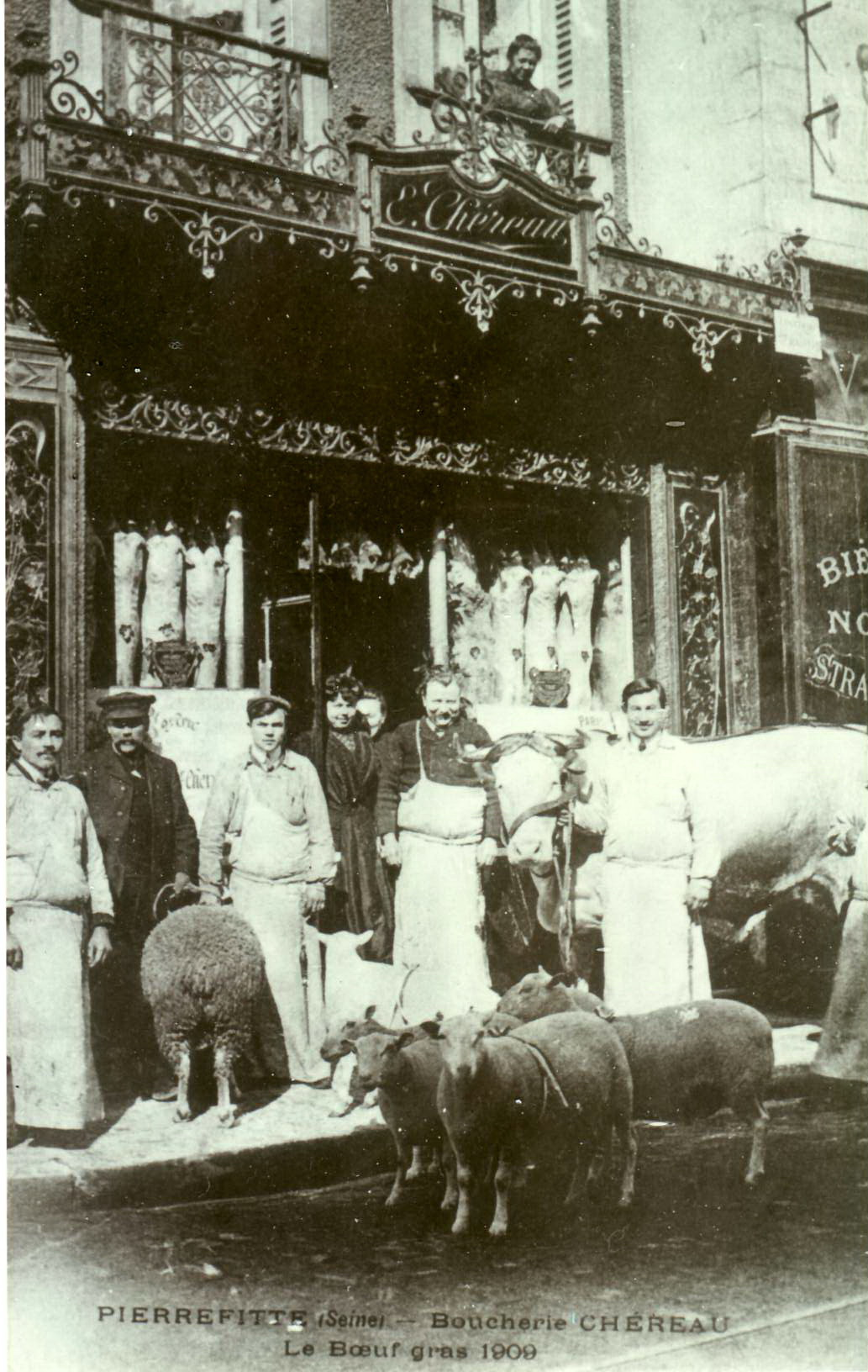
Le Bœuf Gras 1909 à Pierrefitte.

Le Bœuf Gras est une importante figure festive que les bouchers ou garçons bouchers exposent et/ou font défiler solennellement en musique, généralement au moment du Carnaval. Il peut s'agir d'une représentation sculptée ou bien d'un animal vivant, vrai bœuf ou autre bovin de nature placide.
Cet article offre un panorama non exhaustif des festivités du Bœuf Gras dans le monde.

## Angleterre
Une caricature anglaise datée de 1660 représente Mardi Gras monté sur un Bœuf Gras et prêt à livrer bataille à Carême. 

## Belgique

### Anderlecht
Le Concours du Bœuf Gras est attesté à Anderlecht de 1909 à 1998.

### Anvers
Un cortège du Bœuf Gras a défilé à Anvers le lundi 28 mars 1910, lendemain du dimanche de Pâques.

### Mouscron
Il existe un concours du Bœuf Gras à Mouscron qui a connu sa 40e édition en 2023.

## Canada

### Montréal

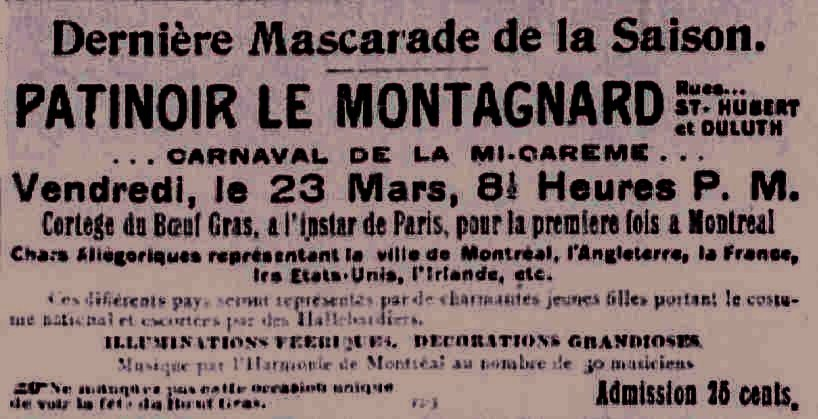
Le Bœuf Gras de Montréal 1900 annoncé dans La Patrie.

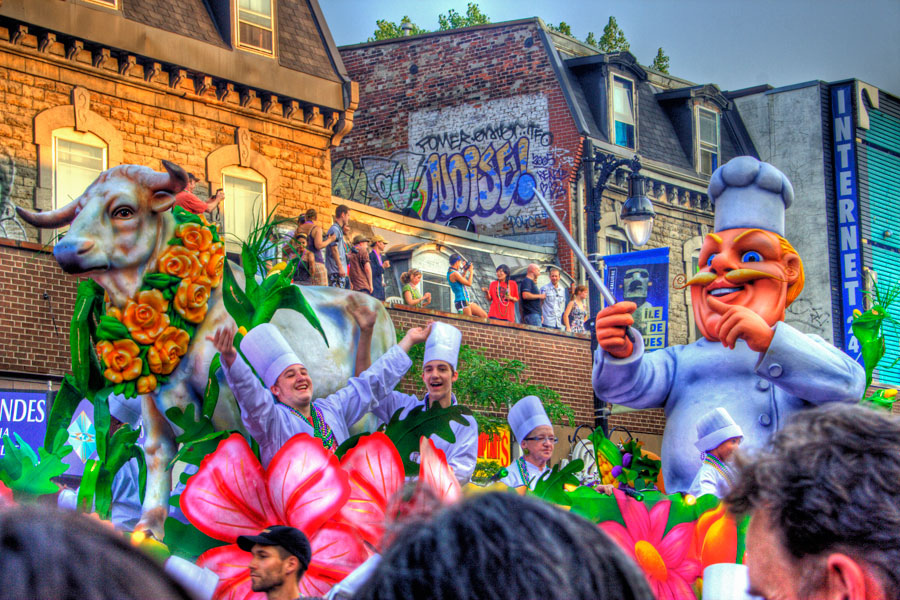
Le Bœuf Gras de Montréal 2010.

À Montréal, le vendredi 23 mars 1900, lendemain du jeudi de la Mi-Carême, est organisé pour la première fois un défilé du Bœuf Gras. Il a lieu le soir sur la glace d'une patinoire, protégée par des murs du froid agressif de l'hiver, et à laquelle accèdent les spectateurs moyennant un prix d'entrée. Le défilé est composé de chars allégoriques représentant, entre autres, la ville de Montréal, l'Angleterre, la France, les États-Unis, l'Irlande, sur lesquels se trouvent de jeunes filles portant le costume national et escortées par des hallebardiers. Trente musiciens de l'Harmonie de Montréal assurent l'ambiance sonore sur fond de jeux de lumière.En 2010 un char portant un Bœuf Gras statufié a défilé le Mardi Gras[Information douteuse].

## France

### Bar-sur-Seine
Dans l'église de Bar-sur-Seine un vitrail du XVIe siècle représente la fête du Bœuf Gras qui avait certainement lieu à l'époque dans la ville.

### Bayonne
La tradition des bœufs gras à Bayonne est une pratique inscrite à l'inventaire du patrimoine culturel immatériel en France en 2020. 

### Bazas
Le cortège des Bœufs Gras se déroule à Bazas chaque année depuis le XIIIe siècle.

### Beaumont-sur-Oise
La promenade du Bœuf Gras de Beaumont-sur-Oise est une fête ancienne qui existe sans interruptions depuis de nombreuses années.

### Berck-Plage
Dans la cavalcade du 20 mai 1907 défile un Char de la Boucherie, Char du Bœuf Gras.

### Bergerac
La tradition du bœuf gras est attestée en 1908 à Bergerac.

### Chalon-sur-Saône
Les bouchers qui promenaient des bœufs gras dans la ville jouèrent jadis un rôle essentiel dans l'organisation du Carnaval de Chalon-sur-Saône. Le Mardi Gras 12 février 1907, les bouchers reprirent la tradition du Bœuf Gras et promenèrent en ville une bête splendide.

### La Chapelle Saint-Denis
Le 27 février 1858, M. Vauvert, dans son article intitulé Les Bœufs gras, paru dans L'Univers illustré parle du cortège du Bœuf gras de la Chapelle Saint-Denis :
Paris n'a pas eu seul le privilège de ces promenades d'apparat ; plusieurs localités voisines avait leur bœuf phénomène, avec char de triomphe et cortège traditionnel d'Indiens. La solennité de la Chapelle-Saint-Denis a été remarquable entre toutes, moins encore par la pompe qu'y avait déployée son organisateur, M. Baudeau, que par la présence d'un vieillard de cent-sept ans, le vénérable M. Armand Gérard, qui avait réclamé la faveur d'y figurer sous les traits du Temps. Nous consacrons une gravure à ce cortège, comme à celui des bœufs parisiens.
Le village de la Chapelle Saint-Denis disparait annexé à Paris fin 1859 (une partie est rattachée aux communes de Saint-Ouen, Saint-Denis et Aubervilliers).

### Charleville
Un Bœuf Gras défile dans le cortège du jeudi de la Mi-Carême 21 mars 1909 à Charleville.

### Chartres
Le 1er avril 1906, un Bœuf Gras participe à la « Cavalcade Paris-Chartres ».

### Château-Gontier
À la Fête des Fleurs, le 27 mai 1906, défile un Char du Bœuf Gras.

### Châtellerault
Dans son Essai sur l'organisation du travail en Poitou depuis le XIe siècle jusqu'à la Révolution., paru en 1900, Prosper Boissonnade décrit le bœuf gras de Châtellerault :
Depuis la fin du XVIe siècle, les bouchers de Châtellerault, par exemple, fêtent le carnaval par un concours où ils exposent les meilleurs bœufs. Le bœuf reconnu le plus beau par les jurés est viellé, c'est-à-dire promené au son d'une musique populaire dans les cantons et carrefours de la ville, après avoir été présenté aux officiers de la sénéchaussée, et son heureux propriétaire est pourvu du monopole de la boucherie de carême.

### Clermont-Ferrand
À Clermont-Ferrand on promène les bœufs gras à Pâques jusque vers 1960.

### Créteil
Vers 1920, à Créteil, alors un village de la région parisienne, le Mardi Gras et la Mi-Carême sont des fêtes importantes, comme à Paris à la même époque. Un Bœuf Gras défile, comme le rapporte André Dreux dans Créteil, mon village ! : 
Puis venait le Mardi Gras : c'était la fête des bouchers. La palme revenait au boucher qui pouvait montrer le plus beau bœuf, vivant, bien entendu. C'était le bœuf gras : celui-ci allait rarement sur ses pattes le long des rues de Créteil ; il était hissé sur un char, paré et joliment enrubanné, entouré de cavaliers et de gens déguisés ; les blanchisseuses étaient particulièrement de la fête et avaient congé en ce jour : il faut dire qu'elles étaient assez nombreuses puisqu'il y avait, entre autres blanchisseries plus modestes, une petite usine. Les blanchisseuses de Créteil, si elles savaient manier le battoir, comme leurs ancêtres du Ve siècle qui, dit-on, assommèrent les prédicateurs Agoard et Aglibert, maniaient au moins cet instrument professionnel avec bonne humeur et en s'accompagnant de chansons ; n'est-ce pas l'une de leurs ainées, qui, du bateau lavoir situé face à l'auberge « Au cochon de lait » où résidait Victor Hugo, charma celui-ci qui en fit un poème.
Après le Mardi Gras, le Carnaval se poursuivait par la Mi-Carême ; encore des déguisements et de joyeuses batailles de confettis. Nous vîmes vers 1920, régulièrement, des bals masqués organisés par les sociétés locales.

### Dax
On conserve du concours du bœuf gras tenu à Dax en février 1963 une vidéo extraite des actualités télévisées et consultable sur Internet.

### Dijon

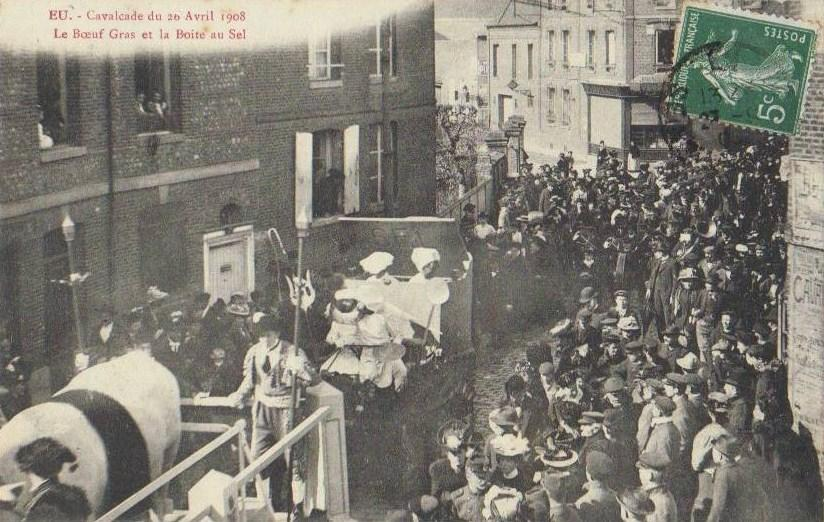

On connaît une description de la Promenade du Bœuf Gras à Dijon en 1784. Elle offre des ressemblances avec celle de Paris :

« Le dimanche 28 novembre, les bouchers de Dijon ayant eu la prime du bœuf gras, à l'ouverture des foires de Seurre, ils le promenèrent par la ville en grande pompe ; ils étoient à cheval, l'épée à la main et avoient la musique de Prince. »

### Eu

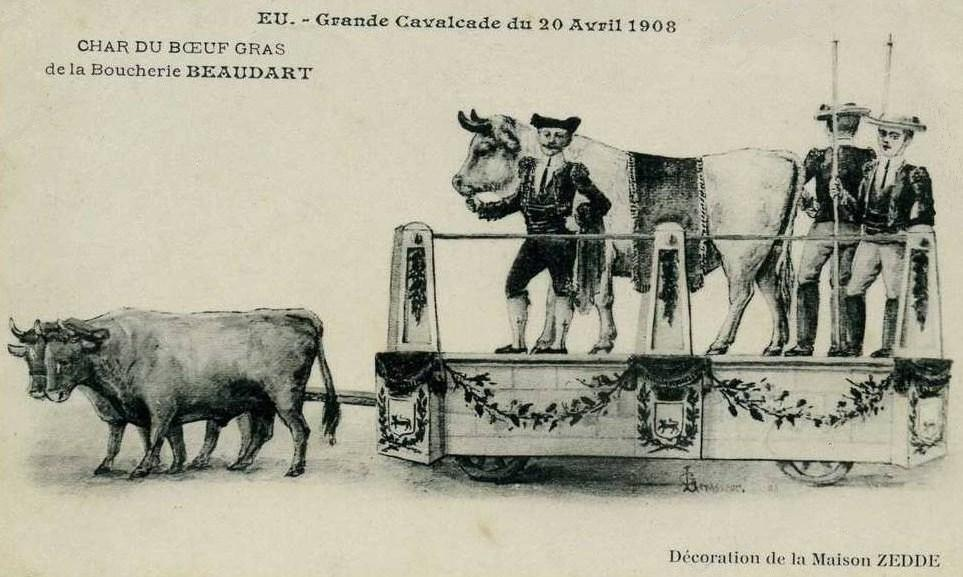
Le Bœuf Gras à Eu en 1908.

Une carte-postale montre le dessin d'un char portant un Bœuf Gras et trois personnes costumées : un toréador et deux picadors. Il défile dans la grande cavalcade organisée à Eu le lundi de Pâques 20 avril 1908. Une autre carte-postale montre le Bœuf Gras et la Boîte au Sel défilant à Eu ce jour-là.

### Issoudun
Une photo datant des années 1930 montre le cortège du Bœuf Gras à Issoudun.

### Jargeau
Le carnaval de Jargeau, qui est aujourd'hui le plus grand de la région Centre-Val de Loire, aurait pour origine la promenade du Bœuf Gras dans les villages dans les années 1880.

### Lunéville
Le 4 avril 1904 à Lunéville a été organisée une cavalcade où figurait un char du Bœuf Gras.

### Lurcy-Lévis

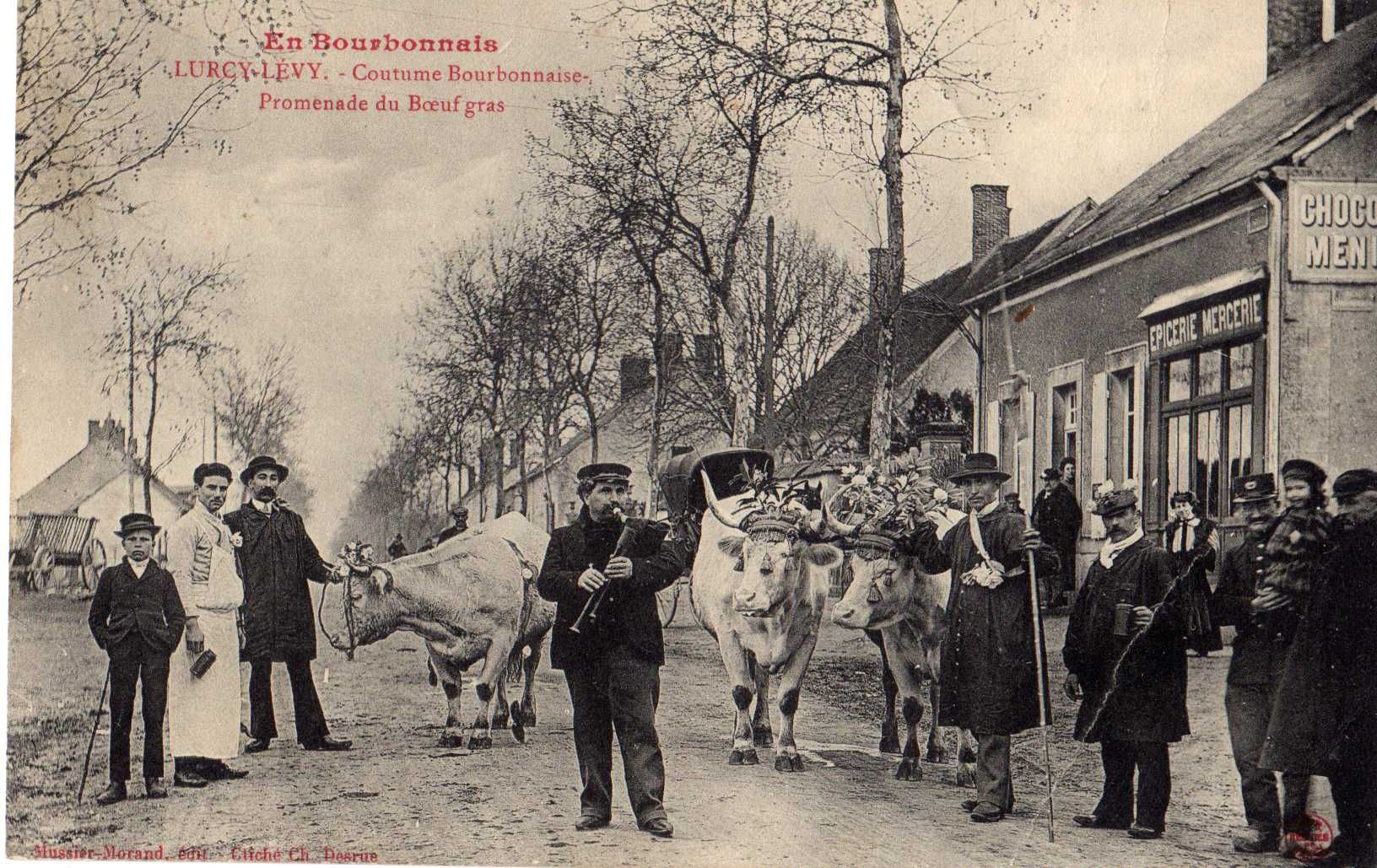
Le Bœuf Gras à Lurcy-Lévis.

La tradition de la Promenade du Bœuf Gras est attestée à Lurcy-Lévis par une carte-postale ancienne.

### Marseille
En 1822, on lit dans le Dictionnaire critique des reliques et des images miraculeuses par J.-A.-S. Collin de Plancy :
On promène toujours le bœuf gras à Marseille, le jour de la Fête-Dieu (1). Il porte sur son dos un enfant, qui représente saint Jean-Baptiste. Quelques-uns prétendent que c'est un reste de paganisme ; mais Ruffi attribue l'origine de cette cérémonie aux confrères du corps de notre Seigneur « qui promenaient tous les ans un bœuf, pour en régaler ensuite les confrères, le jour de la Fête-Dieu. » Il cite des pièces de 1530, qui prouvent du moins que cette procession avait alors l'usage qu'il lui donne, mais qui ne prouvent point que ce ne soit pas un reste du paganisme (2).
(1) Les nourrices ont bien soin de faire baiser le museau du bœuf gras par leurs nourrissons. Elles se persuadent que cette cérémonie préserve pour toujours un enfant des maux de dents. Les bonnes femmes qui peuvent faire entrer le bœuf gras chez elles, regardent comme un heureux présage qu'il dépose sa digestion dans leur maison ou dans leur cour.
(2) Histoire de Marseille, livre XIV, chap. VI.

### La Martinique
Une figure traditionnelle du Carnaval de Martinique était jadis le bœuf Mardi Gras.

### Manthelan
La tradition du défilé du boeuf-gras à Manthelan se déroulait tous les ans pour Mardi-Gras. Elle s'est terminée après la fête de son centenaire, en 1989.

### Montargis
Une carte-postale vers 1900 montre le char du Bœuf Gras défilant à « La Cavalcade du 9 avril » à Montargis.

### Montbrison
Le Bœuf Gras est attesté à Montbrison jusqu'en 1962.

### Montluçon
La fête du Bœuf Gras a reparu au début des années 1990 à Montluçon sous le nom de Fête, puis Carnaval du Bœuf Villé.

### Nancy
Le bœuf gras défilait jadis à Nancy. Un article illustré d'une photo a paru sur le sujet en février 2012 dans L'Est républicain.

### Nantes

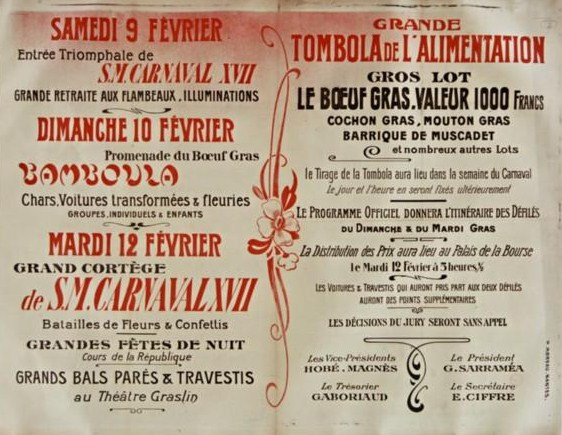
Affiche annonçant le Carnaval de Nantes 1907.

Le Bœuf Gras paraît être une vieille tradition du Carnaval de Nantes. On le voit défiler, par exemple, en 1907, 1914, 1920, 1921, 1923, 1924.
Photos du Bœuf Gras du Carnaval de Nantes : 
- 1914 - Tango
- 1920 - Carabin 1er
- 1921 - S. M. Gros-Plant 1er
- 1921 - S. M. Gros-Sel 1er
- 1923 - Mironton, photo 1, photo 2.
- 1924 - (Nom pas précisé sur la photo).

Au Carnaval de Nantes, en 1958, le dernier attelage à cheval sorti dans les défilés carnavalesques est un char du Bœuf Gras.

### Niort
Le Bœuf Gras était traditionnellement promené chaque année à Niort.

### Orléans
On conserve la description de la promenade du bœuf gras d'Orléans en 1807, qui rappelle singulièrement la tradition parisienne, avec, y compris, l'enfant déguisé en amour juché sur le bœuf :
8 février 1807. – Fête des bouchers d'Orléans, et promenade du bœuf gras dans cette ville. Un énorme animal, couvert d'une housse écarlate, les cornes ornées de fleurs et de rubans, portant sur son dos un joli enfant de six ans vêtu en amour ayant un arc à la main et un carquois sur le dos, était suivi par plus de cinquante garçons bouchers proprement vêtus, en vestes, bonnets et tabliers blancs, partie à cheval et partie à pied; le cortège parcourut une bonne portion de la ville en faisant éclater sa joie bruyante et s'arrêtant devant la demeure des principaux habitans d'Orléans, ainsi qu'à la porte des meilleures pratiques, dont les générosités servirent à faire un gala splendide qui termina cette fête.
Une carte-postale vers 1930 montre la présentation de Bœufs gras à Orléans le jour de la Mi-Carême.

### Paris
Au XIXe siècle à Paris, les prestigieuses festivités du Bœuf Gras prennent une dimension gigantesque, devenant de facto la Fête de Paris dans le cadre du très grand Carnaval de Paris. À partir de 1870, le cortège parisien du Bœuf Gras est victime de circonstanciels problèmes politiques et d'organisation : crise des bouchers parisiens avec l'affaire Mathurin Couder en 1869-1873 et absence de maire de Paris jusqu'en 1977. Il défile encore au XXe siècle, y compris à grande échelle en 1905 et 1936. Mais disparaît après les défilés de 1951 et 1952.
Suivent 45 années d'interruption. Il renaît en 1998 à l'initiative de Basile Pachkoff et défile depuis chaque année. À partir de 2002, il renoue avec le calendrier traditionnel du Carnaval et sort le Dimanche Gras avant veille du Mardi Gras.

### Le Perray-en-Yvelines
Un char du Bœuf gras a défilé lors d'une cavalcade organisée en 1908 au Perray-en-Yvelines.

### Pierrefitte-sur-Seine

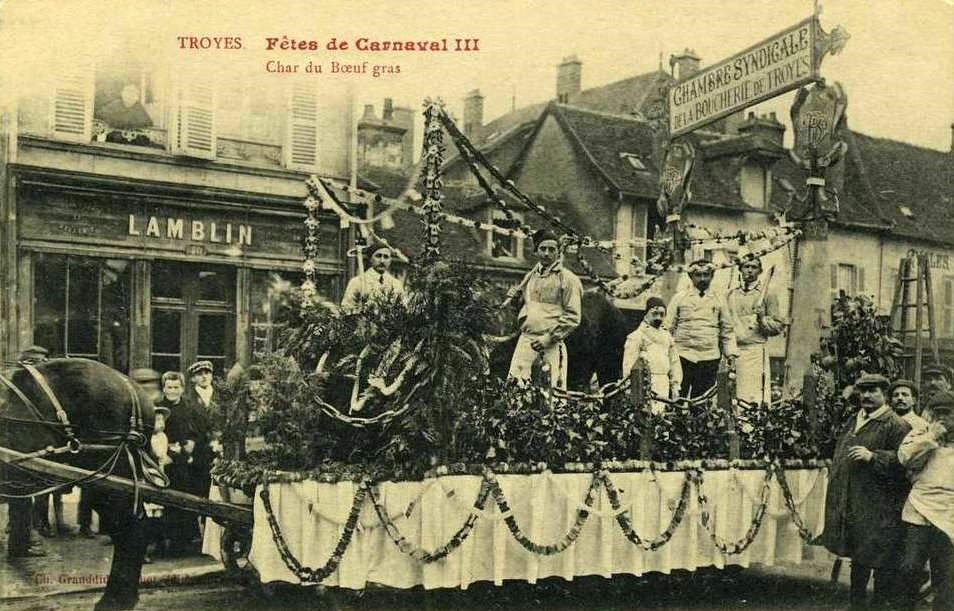
Le Bœuf Gras 1913 à Troyes.

Une carte-postale datant de 1909 figure le Bœuf Gras de Pierrefitte-sur-Seine, ville alors appelée Pierrefitte.

### Poitiers
Louis-François-Marie Bellin de La Liborlière écrit en 1846 à propos de la vie à Poitiers avant 1789 :
Comme la loi de l'abstinence quadragésimale était assez généralement observée, on nommait chaque année un boucher de carême chargé seul du débit public de la viande pour le temps où cette espèce d'aliment devenait une exception. C'était lui qui faisait promener avec grande pompe le bœuf gras dans toutes les rues de la ville au moment du carnaval.
La « boucherie de carême » était l'unique boucherie autorisée à vendre de la viande durant les quarante jours du carême aux personnes dispensées de jeûne par l'évêque. Cette fonction était prestigieuse et lucrative.

### Rennes

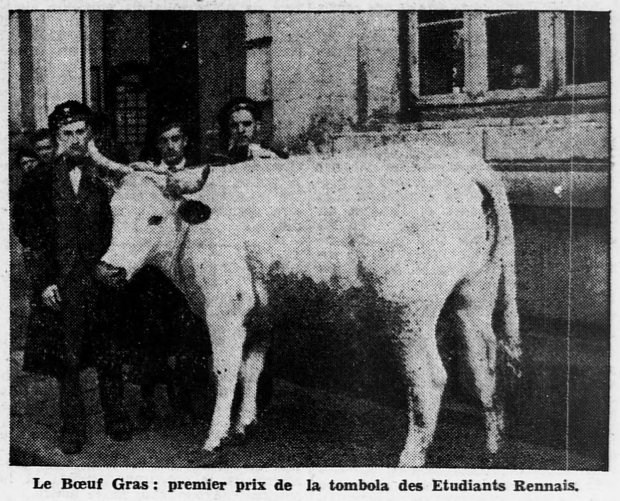
Le Bœuf Gras des étudiants de Rennes en 1938.

Un Bœuf Gras défile à la Mi-Carême 1927 à Rennes et un autre à la Mi-Carême 1930.
Le premier prix de la tombola des étudiants rennais pour la Mi-Carême 1938 est un Bœuf Gras.

### Rochefort
Une photo du Bœuf Gras qui a défilé le jeudi de la Mi-Carême 28 mars 1935 à Rochefort est consultable sur Internet. Le commentaire d'accompagnement précise que ce défilé a lieu à l'époque chaque année.

### Saint-Germain-des-Fossés
Une carte-postale figure la présentation d'un Bœuf Gras de Pâques à Saint-Germain-des-Fossés en 1925.

### Saint-Pierre-et-Miquelon

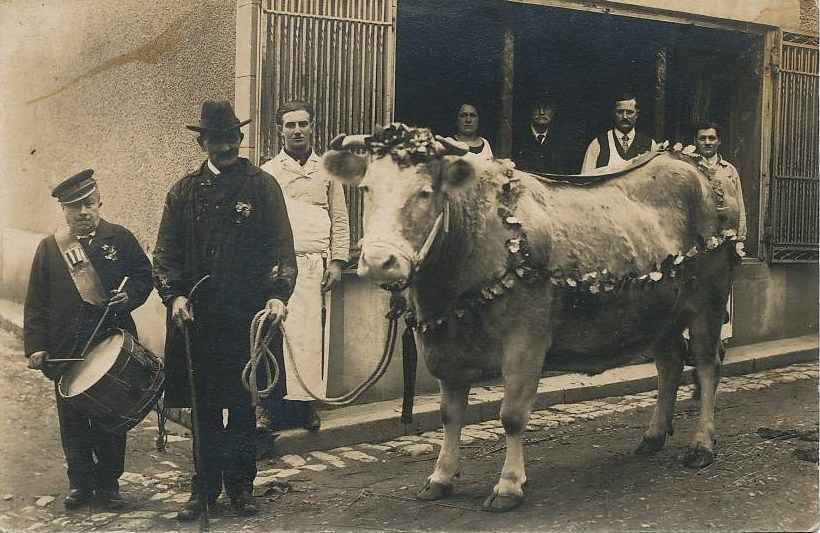
Le Bœuf Gras à Sancoins vers 1930.

Le Mardi Gras 1929 a défilé un Bœuf Gras aux îles Saint-Pierre-et-Miquelon.

### Sancoins

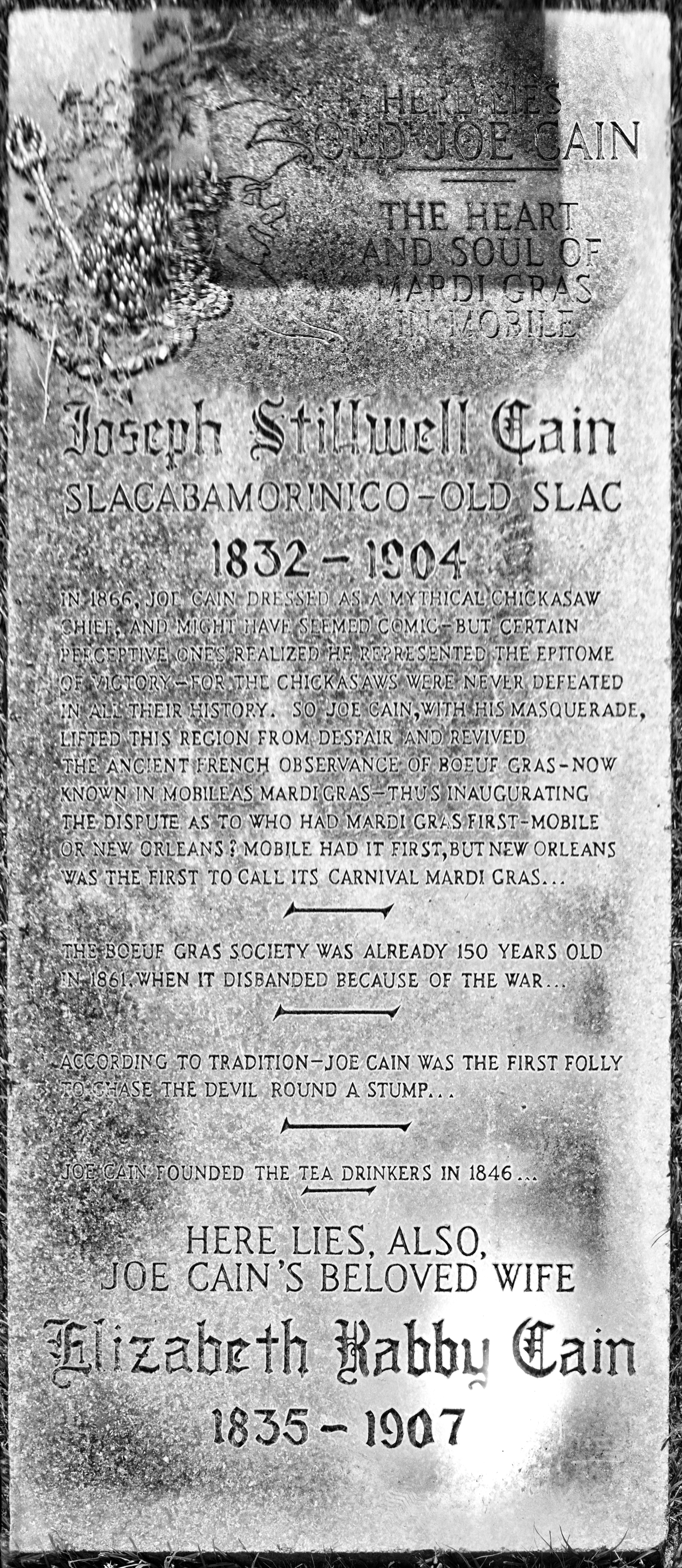
Pierre tombale à Mobile de Joseph Stillwel Cain où est mentionné le Bœuf Gras.

Une carte postale montre le Bœuf Gras à Sancoins vers 1930.

### Troyes
Une carte-postale ancienne montre le char du bœuf gras qui défile à Troyes à l'occasion du Carnaval 1913.

### Versailles
En 1849, le Bœuf Gras parisien ne défile pas à Paris, mais à Versailles. Il est baptisé : Californien, en référence à la ruée vers l'or en Californie, qui débute la même année..
La Revue comique écrit à propos du défilé versaillais :
Et voilà comment le Californien, le bœuf gras de 1849, dépouillé de sa royauté parisienne, s'est trouvé réduit à promener sa majesté exilée dans les rues désertes du pompeux Versailles, sous les yeux dédaigneux des douairières de l'endroit ! Quelle chute ! mais aussi quel enseignement philosophique ! Le bœuf jetait des regards mélancoliques sur la ville de Louis XIV ; la ville dont toutes les passions, les affections, les souvenirs sont au delà de notre frontière, regardait avec une parfaite indifférence le Californien.
Un Bœuf Gras a défilé à Versailles en 1895.
Il est annoncé le 21 mars de cette année-là par le journal La Presse  :
A Versailles et à Saint-Germain-en-Laye, la fête (de la Mi-Carême) est remise au dimanche 24 mars.
Les préparatifs à Versailles sont d'ores et déjà imposants, et le bœuf gras qui sera promené triomphalement dans les rues sera en même temps le lot principal d'une tombola au profit des pauvres ; comme ce lot pourrait encombrer quelque peu la personne qui le gagnera, il sera repris pour 1,000 francs.

### Le Vésinet
On lit sur une page Internet consacré à l'histoire du Vésinet :
Avant 1900, le défilé du Bœuf-Gras avait lieu avant la fête de la Marguerite. Il s'agissait de promener, fanfare en tête, dans les rues du Vésinet, un bœuf énorme, décoré de fleurs et de rubans tricolores. La bête appartenait à la boucherie Filquière, et M. Filquière lui-même, vêtu de la blouse bleue traditionnelle la conduisait.

### Villeneuve-sur-Yonne
À la cavalcade du 7 mai 1922 défile un Char du Bœuf gras.

## Italie

### Carrù
À Carrù, berceau de la race bovine piémontaise, une foire du Bœuf gras réservée aux bovins de race piémontaise est organisée chaque année depuis 1910.

### Cavriago
À Cavriago depuis plus de deux siècles est organisée une foire du bœuf gras.

### Moncalvo
À Moncalvo, depuis bientôt quatre siècles, existe une foire du bœuf gras.

### Nizza Monferrato
À Nizza Monferrato dans la province d'Asti existe depuis le XVIIe siècle une Fiera del Bue grasso et del Manzo  – Foire du Bœuf gras et du Bœuf.

## États-Unis

### Mobile
En 1710, est fondée, à Mobile en Amérique française, une des premières sociétés de carnaval du nom de « Boeuf Gras Society ». Elle défile durant 150 ans au mardi gras, de 1711 jusqu'à 1861. En tête de son cortège, le Bœuf Gras est représenté par la tête d'un énorme taureau poussée seule sur roues par seize hommes. La tradition du Bœuf Gras venue de France à Mobile est interrompue en 1861 à cause de la guerre. Elle est relancée en 1866 par Joseph Stillwell Cain et a pris aujourd'hui le nom de Mardi Gras.

### La Nouvelle-Orléans

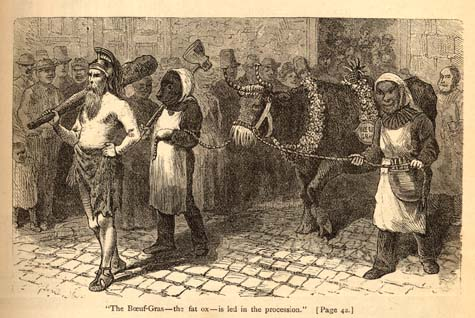
Le Bœuf Gras au Carnaval de La Nouvelle-Orléans, gravure de 1873.

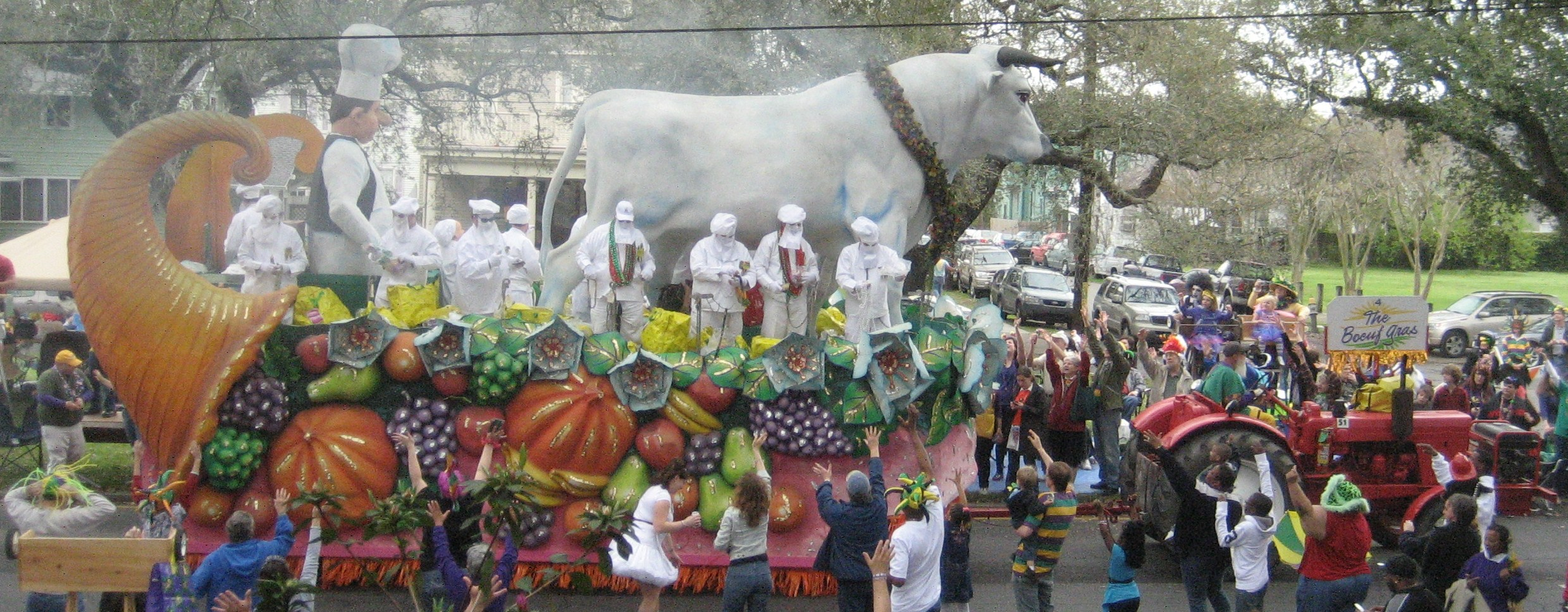
Le Bœuf Gras au Carnaval de La Nouvelle-Orléans 2011.

Au Carnaval de La Nouvelle-Orléans défile jadis un cortège du Bœuf Gras. Une gravure de 1873 le montre. Il porte un nom français et comprend un sacrificateur armé d'une massue repris du cérémonial parisien
Au Carnaval de la Nouvelle Orléans, défile au moins en 1873, un vrai bœuf vivant précédé du sacrificateur porteur d'une massue, personnage costumé typique du défilé parisien . Il a laissé la place depuis 1909 à un  char portant une effigie géante sculptée de cet animal[réf. souhaitée].

### Shreveport
On peut voir sur Internet la photo d'un monumental Bœuf gras artificiel défilant sur son char dans le cortège du Krewe of Centaur (Société de Carnaval Centaure) pendant le Carnaval de Shreveport 2009.